# Iolaus cottoni
Iolaus cottoni är en fjärilsart som beskrevs av George Thomas Bethune-Baker 1908. Iolaus cottoni ingår i släktet Iolaus och familjen juvelvingar. Inga underarter finns listade i Catalogue of Life.